# Тецкое
Тецкое (укр. Тецьке) — село, относится к Старобельскому району Луганской области Украины.
Население по переписи 2001 года составляло 166 человек. Почтовый индекс — 92744. Телефонный код — 6461. Занимает площадь 0,95 км². Код КОАТУУ — 4425187003.

## Местный совет
92744, Луганська обл., Старобільський р-н, с. Шпотине, вул. Леніна, 104  (укр.)